# Mučedníci z Tlaxcaly
Svatí Mučedníci z Tlaxcaly byli tři mexičtí římskokatoličtí mladíci zavraždění v letech 1527 a 1529 za svou víru.

## Život
Hlavním zdrojem informací o jejich životě jsou texty Toribia Benavente Motolinia sepsané roku 1539 a texty Juana Bautisty.

### Cristobal
Narodil se buď roku 1514 nebo 1515 jako syn domorodého náčelníka. Byl považován za dědice svého otce Acxotécatla. Měl tři bratry ale známe jména jen dvou; Bernardino a Luis. Jeho matka se jmenovala Tlapaxilotzin, která byla první ženou jeho otce, poté se oženil s Xochipapalotzin.
Přijal římskokatolickou víru a vzdělával se ve škole bratří františkánů. Zde byl pokřtěn a byly mu vštípeny hluboké náboženské hodnoty a praktiky. Jeho otec byl proti vzdělávání ve františkánské škole ale nakonec byl přesvědčen jeho bratry a františkány.
Jeho otec nepřikládal velkou vážnost přijaté víře jeho syna. Cristobal však začal porušovat domorodé náboženské zvyklosti což jeho otce rozzuřilo. Nejprve mu odpustil a následně naplánoval jeho zavraždění. Jeho druhé ženě se také nelíbila jeho víra a tlačila na jeho otce aby ho zastavil a udělal něco drastického.
Acxotécatl naplánoval hostinu na které byly přítomni všichni jeho synové. Poté nařídil ostatním synům aby odešli a Cristobal zůstal se svým otcem a nevlastní matkou. Jeho otec ho chytil za vlasy, táhl ho po podlaze a kopal do něj. Poté ho bil dubovým kyjem až se jeho synovi zlomily ruce a nohy což způsobilo silné krvácení. Bylo mu jasné že Cristobal se nevzdá své víry a nevrátí se k domorodým hodnotám, tak vzal Cristobala a pálil ho ohněm. Cristobal zemřel následující ráno na svá těžká zranění v roce 1527 poté, co zavolal svého otce a odpustil mu. Acxotécatl zabil i Cristobalovu matku, když se marně snažila bránit svého syna.
Tělo mučedníka pohřbil v místnosti v domě. Brzy byl otec zatčen za vraždu a Španělé ho odsoudili k trestu smrti. Roku 1528 nalezl františkán Andrea jeho ostatky a pohřbil je jinde.

### Antonio a Juan
Antonio se narodil roku 1516 nebo 1517 jako vnuk šlechtice Xiochténacti. Jako první vnuk byl dědicem svého dědečka.
Konvertoval na římskokatolickou víru a začal nenávidět rituály původních obyvatel. Antonio sloužil jako schopný tlumočník pro františkány v této oblasti. Antonio a jeho sluha Juan byli přistiženi při znesvěcování domorodých náboženských idolů a byli zavražděni v roce 1529 když je místní obyvatelé chytili.
Juan se narodil buď v roce 1516 nebo v roce 1517; i on konvertoval k římskokatolické církvi a pracoval jako Antoniův sluha.
Těla mučedníků byla shozena z útesu ale dominikán Bernardino je našel a odvezl do Tepeacy kde je pohřbil.

## Proces svatořečení
Dne 7. ledna 1982 byl v diecézi Tlaxcala zahájen jejich proces svatořečení vydáním tzv. nihil obstat Kongregací pro blahořečení a svatořečení. Dne 3. března 1990 uznal papež Jan Pavel II. jejich mučednictví. Blahořečeni byli 6. května 1990.
Dne 23. března 2017 byl papežem Františkem vydán dekret s rozhodnutím o jejich svatořečení. Svatořečeni byli 15. října 2017.